# Герб Агиделя
Герб Агиделя — официальный символ городского округа город Агидель Республики Башкортостан.
Герб утверждён решением Совета городского округа город Агидель Республики Башкортостан от 13 июля 2006 года №121 и внесён в Государственный геральдический регистр Российской Федерации под №2946.

## Описание и обоснование символики
Геральдическое описание (блазон) гласит:
В лазоревом поле пониженный волнистый лазоревый, окаймленный и просеченный серебром пояс, сопровожденный червленым шаром, окруженным тремя серебряными цикломорами (один в пояс, два наискось) и разомкнутым вверху и внизу венком из двух золотых оливковых ветвей.
Герб Агидели представляет собой французский геральдический щит лазоревого цвета. Центральный элемент — знак атома с красным ядром и тремя белыми электронными орбиталями. Атом окружён разомкнутым оливковым венком золотистого цвета. В нижней части щита изображены три серебряные волнистые линии.
Город Агидель был основан как город-спутник Башкирской АЭС, поэтому центральной фигурой герба выбран символ атома. Оливковый венок указывает на мирный характер использования атомной энергетики. Также он символизирует в гербе процветание, славу и богатство города. 
Лазоревый цвет поля герба символизирует совершенство, миролюбие и щедрость, а также движение вперёд, надежду и мечту. Серебряный цвет — символ веры, духовности, благородства, чистоты и искренности. Красный цвет знака атома символизирует тепло, а также любовь к родному городу, мужество, смелость и великодушие его жителей. 
Серебряные волнистые линии символизируют расположение города у слияния больших рек — Белой и Камы.

## История
Город образован в 1991 году из одноименного посёлка, который возник в 1980 году.

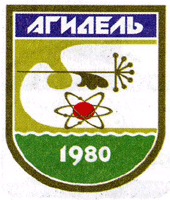
Герб Агидели (1995)

Герб города Агидель утвержден городским Советом народных депутатов 18 мая 1995 года. Автор герба - художник-оформитель Х.Галеев. 
На гербе города изображен стилизованный голубь, курай - элемент национального герба, орбиты электронов, символизирующие Башкирскую АЭС. Стилизованные волны в нижней части щита символизируют реку Агидели.